# Kia Sorento
Kia Sorento – samochód osobowy typu SUV klasy średniej produkowany pod południowokoreańską marką Kia od 2002 roku. Od 2020 roku produkowana jest czwarta generacja modelu.

## Pierwsza generacja

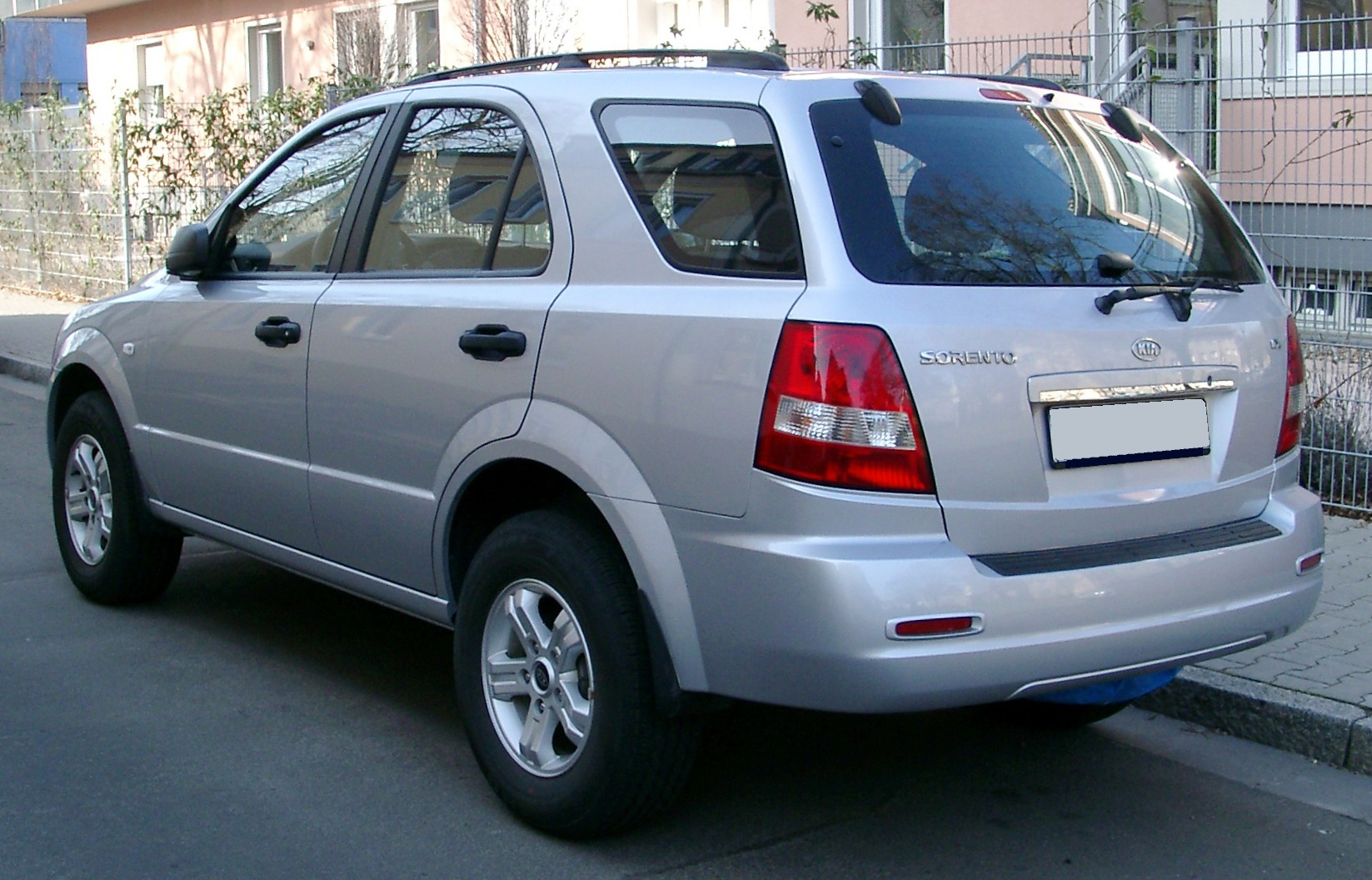
Kia Sorento I – tył

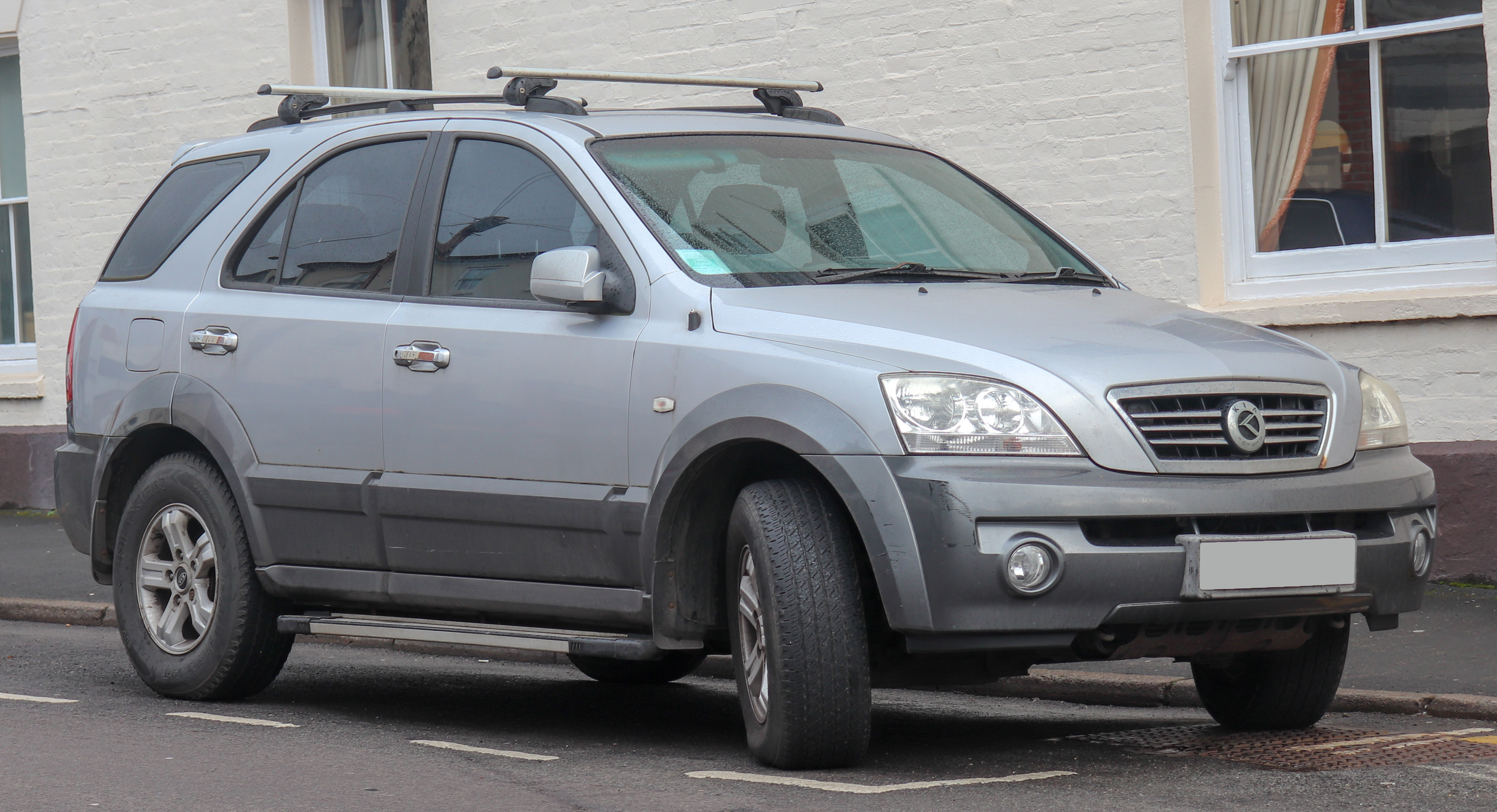
Kia Sorento I XS

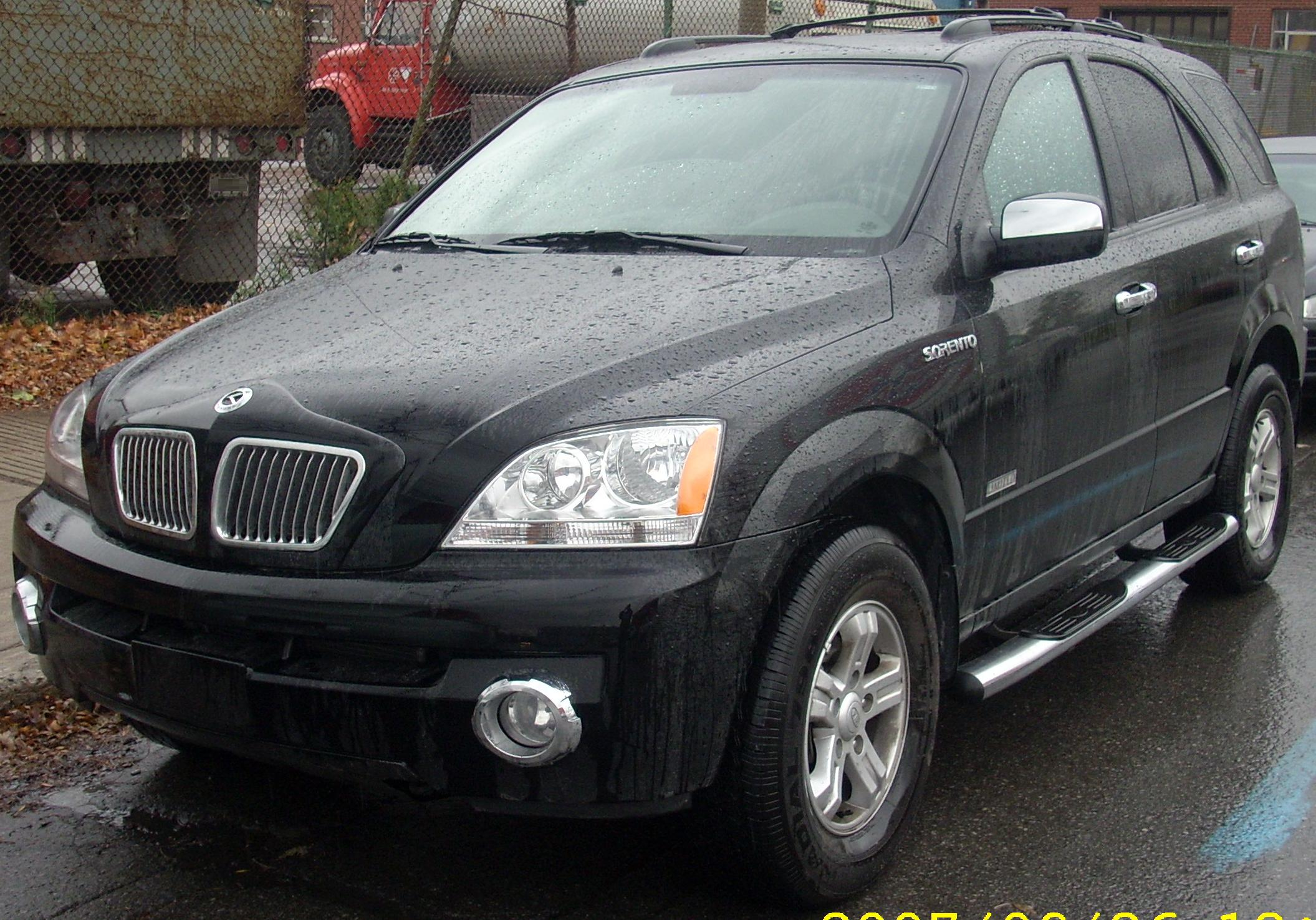
Kia Sorento I Limited

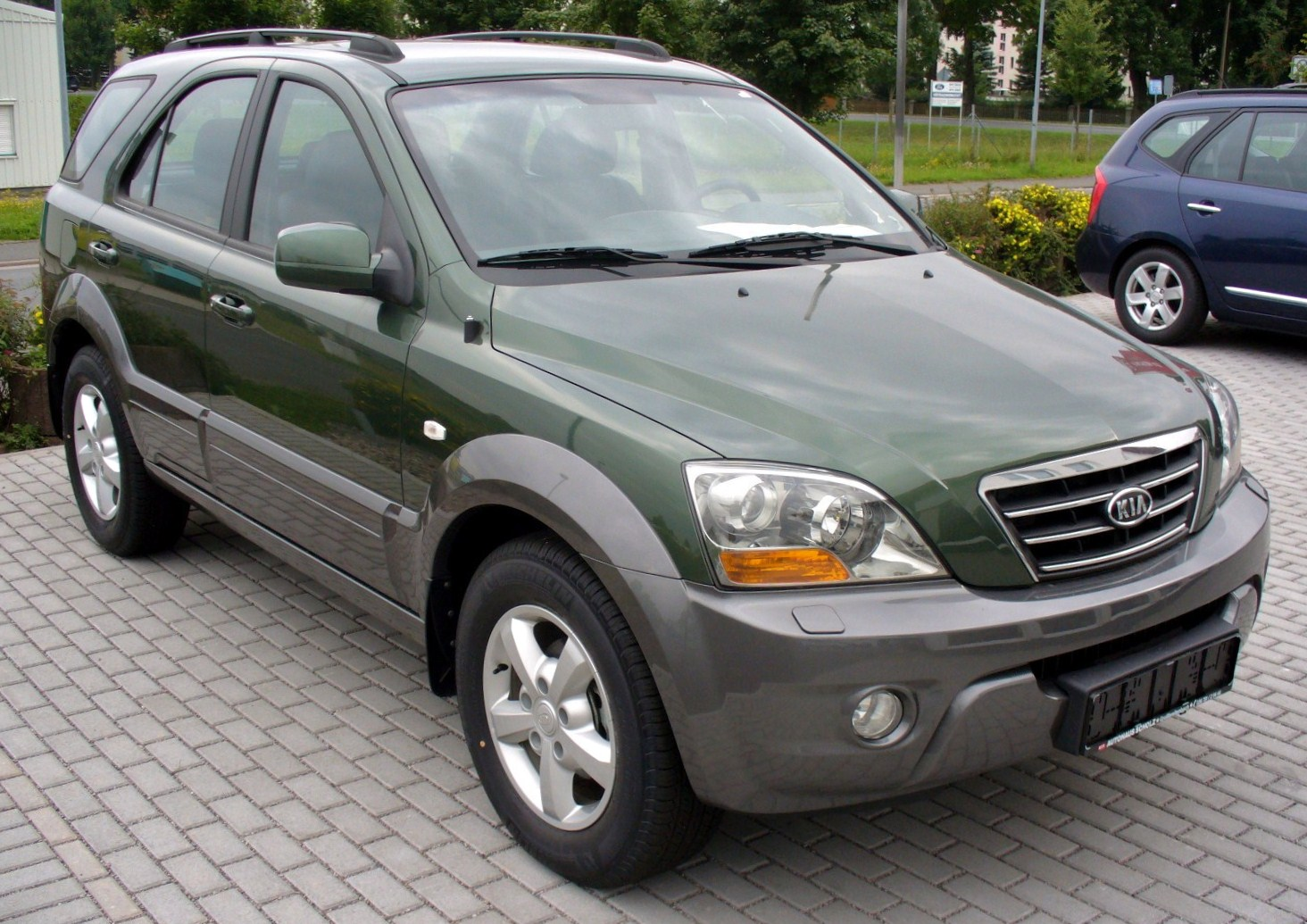
Kia Sorento I po liftingu

Kia Sorento I została zaprezentowana po raz pierwszy w 2002 roku.
Model Sorento pojawił się na rynku jako topowy, największy w ofercie Kii SUV zbudowany na bazie płyty podłogowej konstrukcji bratniego koncernu Hyundai Motor Company, który oparł na niej spokrewniony model Hyundai Santa Fe.
Pierwsza generacja pojazdu charakteryzowała się obłą sylwetką z wysoko osadzonymi reflektorami, trapezoidalnym wlotem powietrza z chromowaną obwódką i umieszczonym na poprzeczce logo, a także charakterystyczną, zaokrągloną tylną częścią nadwozia z łukowato ukształtowaną szybą. Samochód został skonstruowany w oparciu o ramę, oferując rozbudowane właściwości w terenie.
Podobnie jak inne modele w ówczesnej gamie Kii, Sorento pierwszej generacji producent próbował wyróżnić pod kątem bogatego wyposażeni standardowego. Opcjonalnie pojazd umożliwiał z kolei transport do 7 pasażerów, którzy mogli podróżować w trzecim, chowanym rzędzie siedzeń.

### Lifting
W 2007 roku Kia Sorento pierwszej generacji przeszła restylizację nadwozia. Pojazd otrzymał nowe, ciemne wkłady reflektorów z pomarańczowymi kloszami kierunkowskazów, a także przeprojektowaną atrapę chłodnicy oraz zderzak. Przy okazji modernizacji zwiększona została moc wysokoprężnej jednostki o pojemności 2.5 l CRDi, która dotychczas oferowała moc 140 KM, a zwiększona została do 170 KM.

### Sprzedaż
Kia Sorento pierwszej generacji była samochodem o globalnym zasięgu rynkowym, oferowanym m.in. w Ameryce Północnej, Europie, Australii, Ameryce Południowej, Chinach i Azji Wschodniej. Z tego ostatniego regionu, inną nazwę, Naza Sorento, pojazd nosił w Malezji, gdzie jego produkcją zajmowało się lokalne przedsiębiorstwo Naza.

### Chińskie kopie
Pierwsza generacja Kii Sportage zdobyła dużą popularność wśród chińskich producentów samochodów jako wzór, którego stylistykę nadwozia relatywnie często kopiowano. Identyczną replikę pierwsze opracowało w 2008 roku przedsiębiorstwo SG Automotive, które przedstawiło produkowany przez kolejne 4 lata model Huanghai Landscape F1. W 2010 roku inne przedsiębiorstwo Gonow przedstawiło kolejną kopię Sorento pod nazwą Gonow Saboo, które poza innym pasem przednim również odtworzyło kształt nadwozia i większość detali. Trzecią kopię opracowało w 2014 roku Kawei Auto, które również odtworzyło większość cech wyglądu Kii Sorento przy innym wyglądzie przedniej części nadwozia przy okazji modelu Kawei W1.

### Wyposażenie
- EX
- EX-L
- LX
- XE
- XS
- TLX
- Limited

W zależności od wybranej wersji wyposażeniowej pojazdu, roku produkcji oraz rynku przeznaczenia pojazd wyposażony mógł być m.in. w system ABS, 6 poduszek powietrznych, elektryczne sterowanie szyb, podgrzewane, składane oraz elektrycznie sterowane lusterka, światła przeciwmgłowe, wielofunkcyjną kierownice, klimatyzację manualną bądź automatyczną, tempomat, zamek centralny, podgrzewane przednie fotele, elektrycznie sterowany fotel kierowcy oraz skórzaną tapicerkę.

### Silniki
| Silnik                | Pojemność skokowa [cm³] | Typ silnika        | Moc maksymalna [KM] przy obr./min | Maks. moment obrotowy [Nm] przy obr./min | Przyspieszenie 0–100 km/h [s] | Prędkość maks. [km/h] |                    |                    |                    |
| Silniki benzynowe:    | Silniki benzynowe:      | Silniki benzynowe: | Silniki benzynowe:                | Silniki benzynowe:                       | Silniki benzynowe:            | Silniki benzynowe:    | Silniki benzynowe: | Silniki benzynowe: | Silniki benzynowe: |
| --------------------- | ----------------------- | ------------------ | --------------------------------- | ---------------------------------------- | ----------------------------- | --------------------- | ------------------ | ------------------ | ------------------ |
| 2.4                   | 2351                    | R4                 | 139                               | 192                                      | 14,7                          | 170                   |                    |                    |                    |
| 3.3                   | 3295                    | V6                 | 242                               | 307                                      | 9,2                           | 190                   |                    |                    |                    |
| 3.5                   | 3497                    | V6                 | 195                               | 294                                      | 10,3                          | 192                   |                    |                    |                    |
| 3.8                   | 3778                    | V6                 | 266                               | 353                                      | 9,8                           | 190                   |                    |                    |                    |
| Silniki wysokoprężne: |                         |                    |                                   |                                          |                               |                       |                    |                    |                    |
| 2.5 CRDi              | 2497                    | R4                 | 140                               | 314                                      | 14,6                          | 170                   |                    |                    |                    |

## Druga generacja

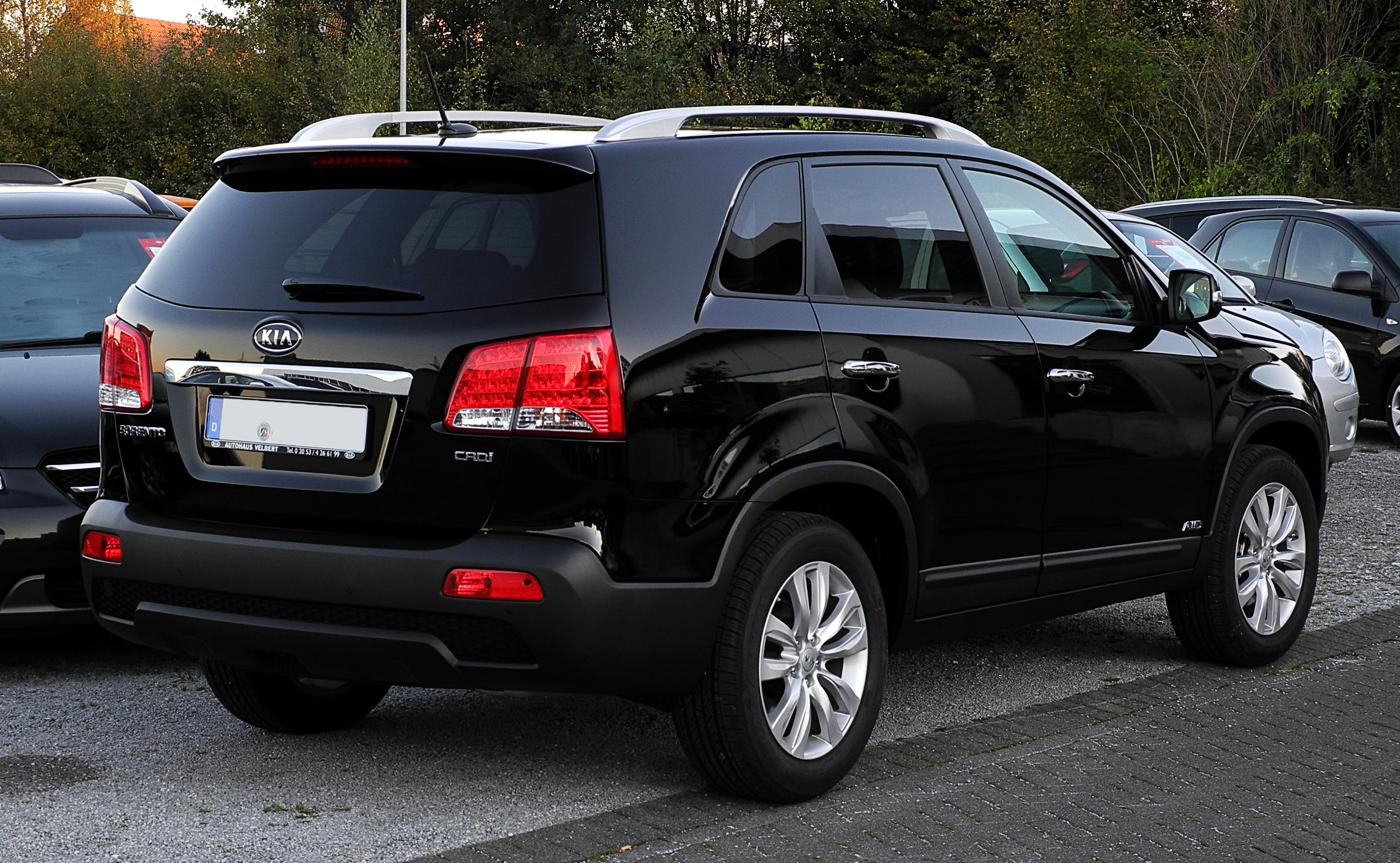
Kia Sorento II – tył

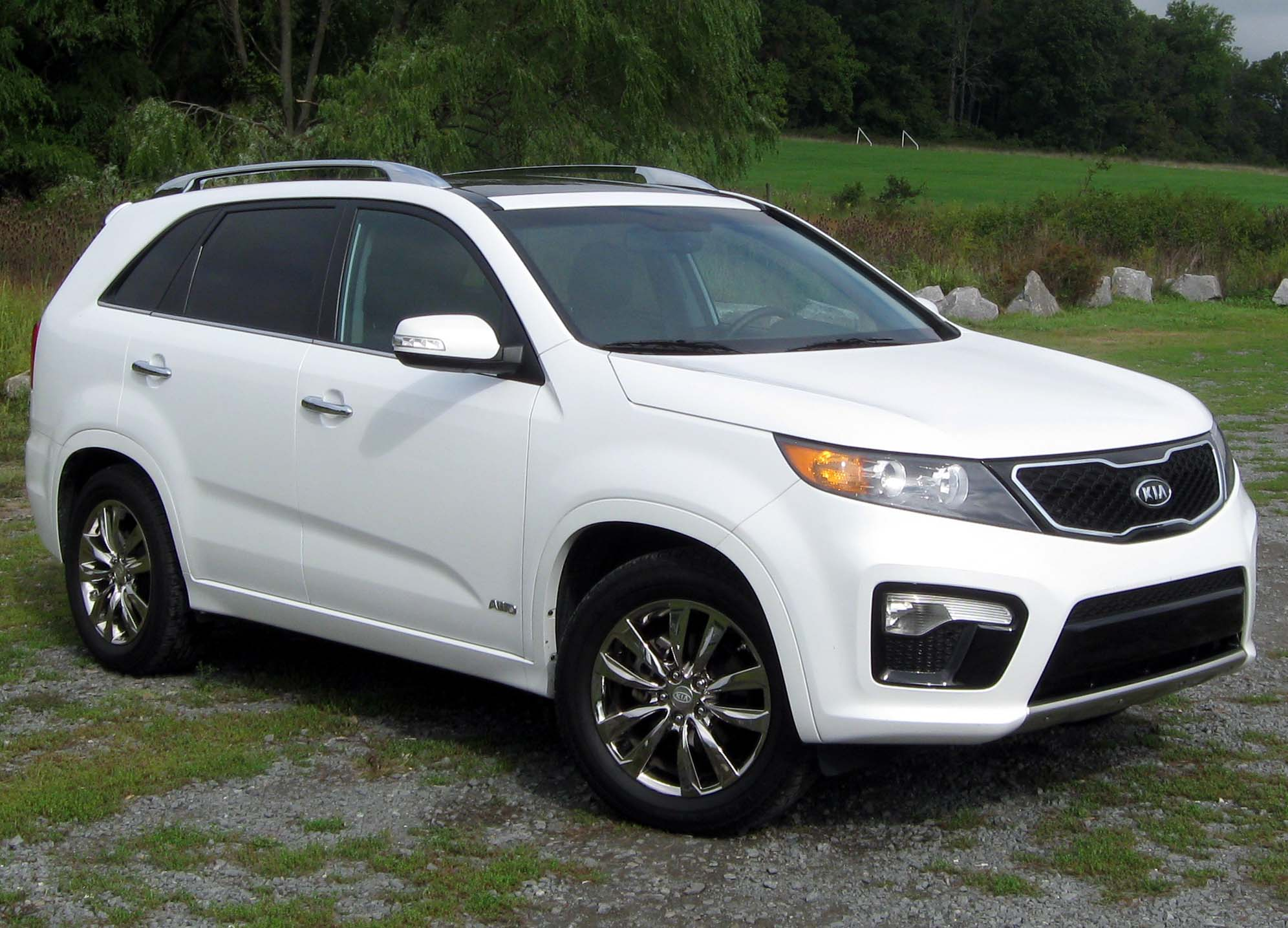
Kia Sorento II SX

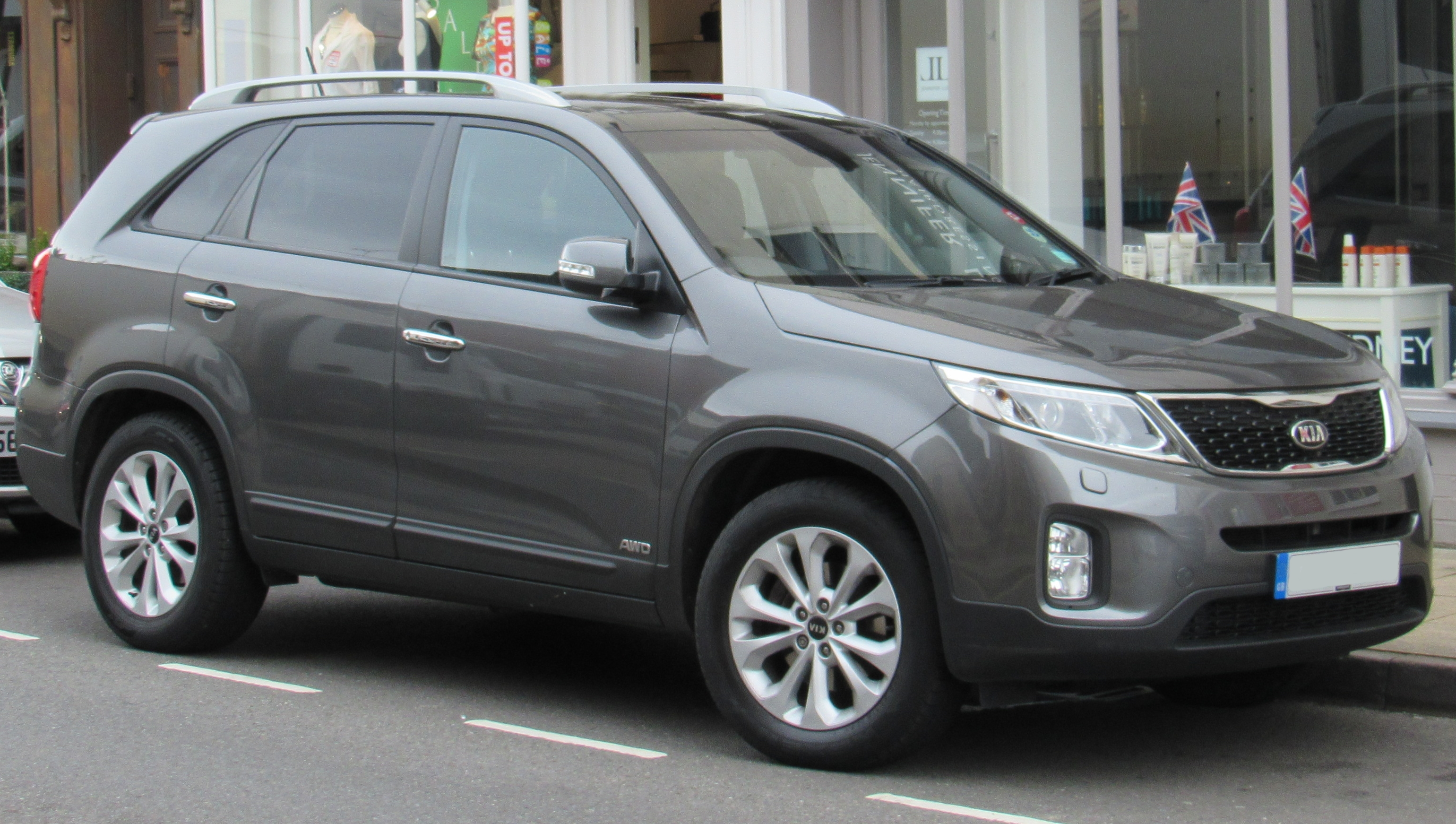
Kia Sorento II po liftingu

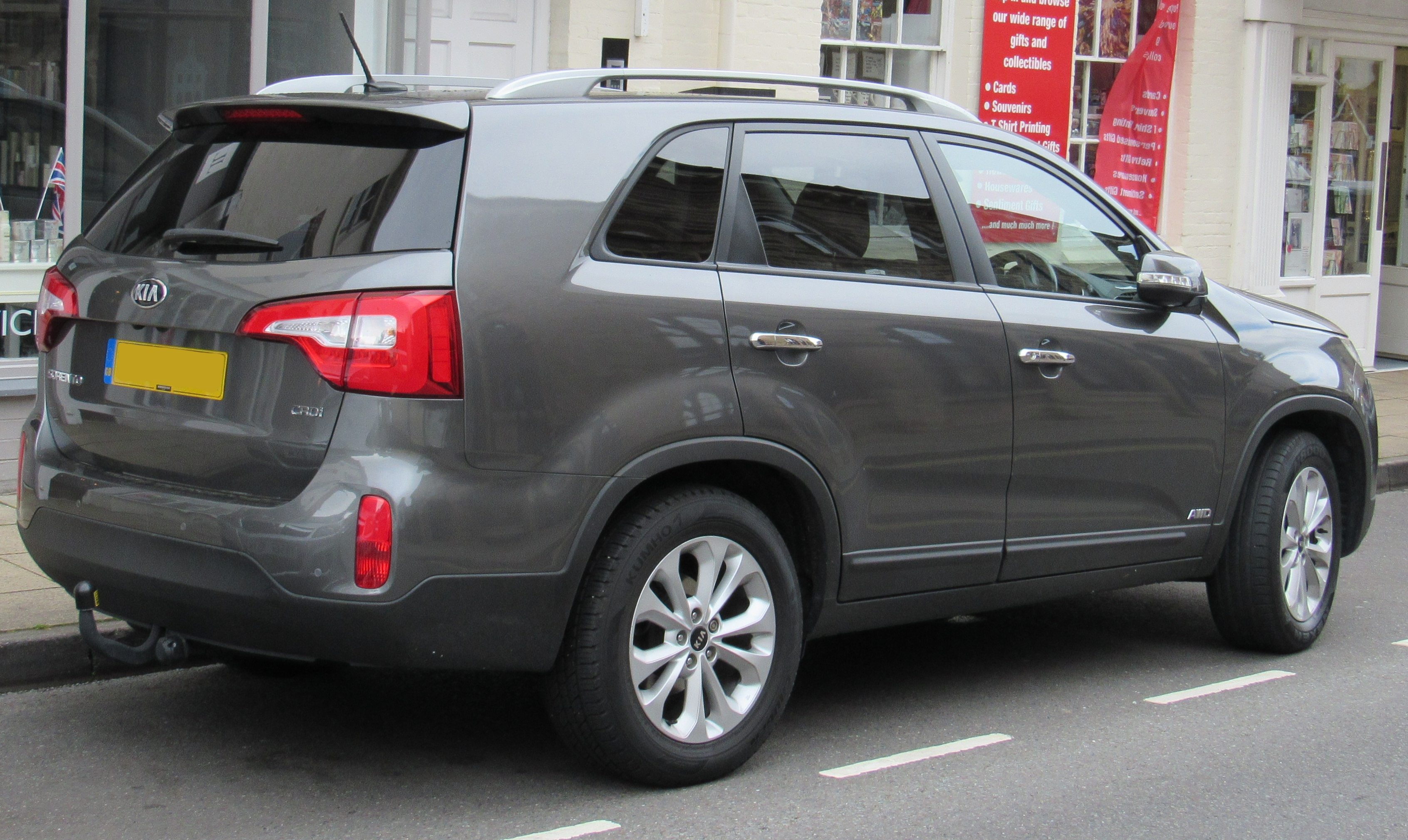
Kia Sorento II – tył po liftingu

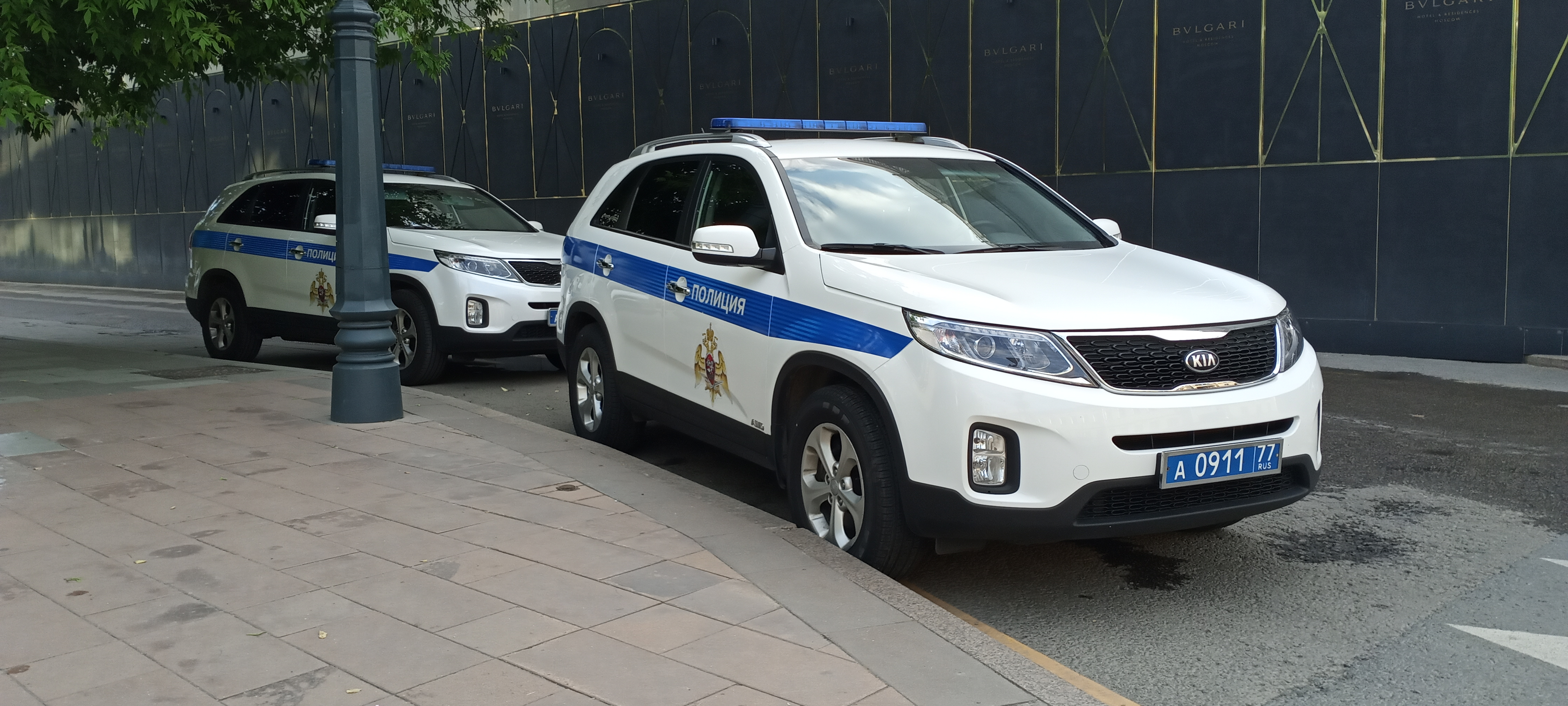
Kia Sorento XM rosyjskiej policji

Kia Sorento II została zaprezentowana po raz pierwszy w 2009 roku.
Zupełnie nowa druga generacja Sorento powstała jako element modernizacji gamy SUV-ów Kii, zyskując masywniejsze i obszerniejsze nadwozie. Samochód zatracił terenowy charakter poprzednika, przy obniżonej masie całkowitej nadwozie stając się lżejszym pojazdem o bardziej drogowym charakterze.
Samochód został zbudowany w oparciu o płytę podłogową koncernu Hyundai Motor Company, którą Kia Sorento drugiej generacji dzieliła z pokrewnymi modelami Hyundai Santa Fe oraz Veracruz. W przeciwieństwie do pierwszej generacji pojazdu, standardowo pojazd oferowany był z napędem na przednią oś, ponownie jednak dostępny był opcjonalnie z napędem AWD.
Kia Sorento drugiej generacji była jednym z pierwszych projektów nowego wówczas szefa działu projektowego Kii Petera Schreyera, zyskując bardziej awangardową stylizację nadwozia. Charakterystycznym elementem wyglądu Sorento drugiej generacji była duża atrapa chłodnicy utrzymana w motywie tygrysiego nosa z umieszczonym centralnie logo marki, a także agresywnie stylizowane reflektory stanowiące jeden pas. Ukształtowanie nadwozia przyniosło również niski współczynnik oporu powietrza, cx 0,38.

### Lifting
W sierpniu 2012 roku Kia Sorento drugiej generacji przeszła gruntowną restylizację. Pojazd zyskał zmodernizowany pas przedni z jaśniejszymi wkładami reflektorów, przestylizowaną atrapę chłodnicy, a także nowy wzór zderzaka z pionowo umieszczonymi światłami do jazdy dziennej wykonanymi w technologii LED.Zmieniono też kształt tylnego zderzaka, a także przemodelowano lampy oraz zastosowano lepsze materiały wykończeniowe w kabinie pasażerskiej. Pojazd stał się jeszcze bardziej aerodynamiczny, a także dłuższy w stosunku do modelu sprzed restylizacji.

### Sprzedaż
Na rynku południowokoreańskim, a także chińskim samochód był oferowany pod nazwą Kia Sorento R. Samochód zdobył dużą popularność na rynku rosyjskim, w odpowiedzi na co zdecydowano się kontynuować jego produkcję także po prezentacji zarówno trzeciej generacji w 2014 roku, jak i jeszcze na rok po debiucie kolejnego modelu – w 2020 roku. Pojazd pozycjonowano w lokalnej ofercie między Sportage, a nowszym Sorento pod nazwą Kia Sorento XM, porządkowo utworzoną od kodu fabrycznego.

### Wyposażenie
- EX
- LX
- SX
- Si
- SLi
- XL
- Freedom
- Spirit

W zależności od wybranej wersji wyposażeniowej pojazdu oraz roku produkcji i rynku przeznaczenia, auto wyposażone mogło być m.in. w system ABS, elektryczne sterowanie szyb, elektryczne sterowanie lusterek, wielofunkcyjną kierownicę, dwustrefową klimatyzację automatyczną, skórzaną tapicerkę, fotochromatyczne lusterko wsteczne z kamerą cofania, światło przeciwmgłowe, systemy Start&Stop, ułatwiający podjazd na wzniesieniu oraz ograniczający prędkość podczas stromych zjazdów, a także elektrycznie sterowane fotele i elektrycznie otwierany, panoramiczny szklany dach.

### Silniki
- R4 2.4l CVVT 174 KM
- R4 2.4l GDI 174 KM
- R4 2.4l MPI 177 KM
- V6 3.5l 278 KM
- R4 2.0l CRDi 150 KM
- R4 2.2l CRDi 197 KM

## Trzecia generacja

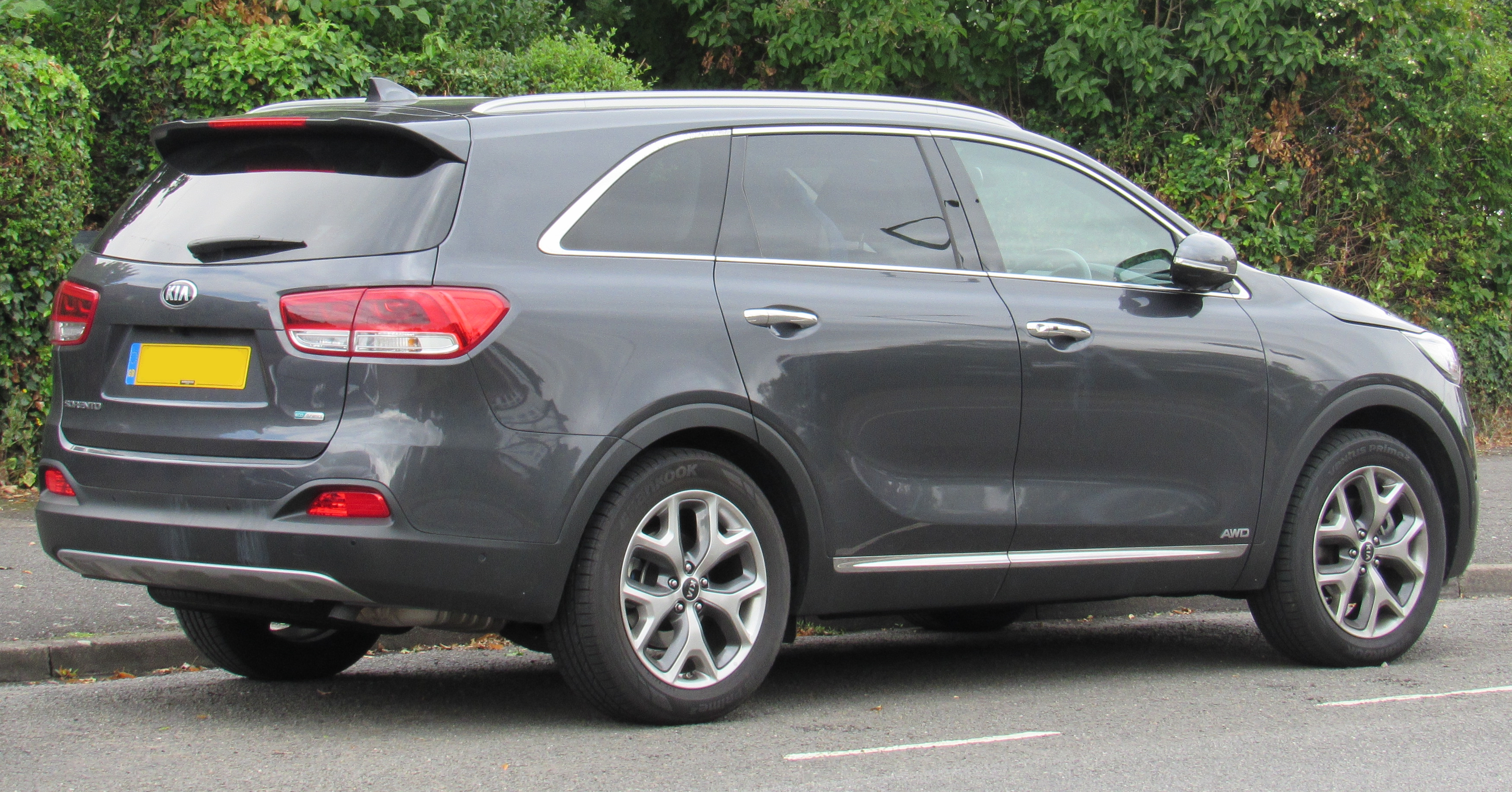
Kia Sorento III – tył

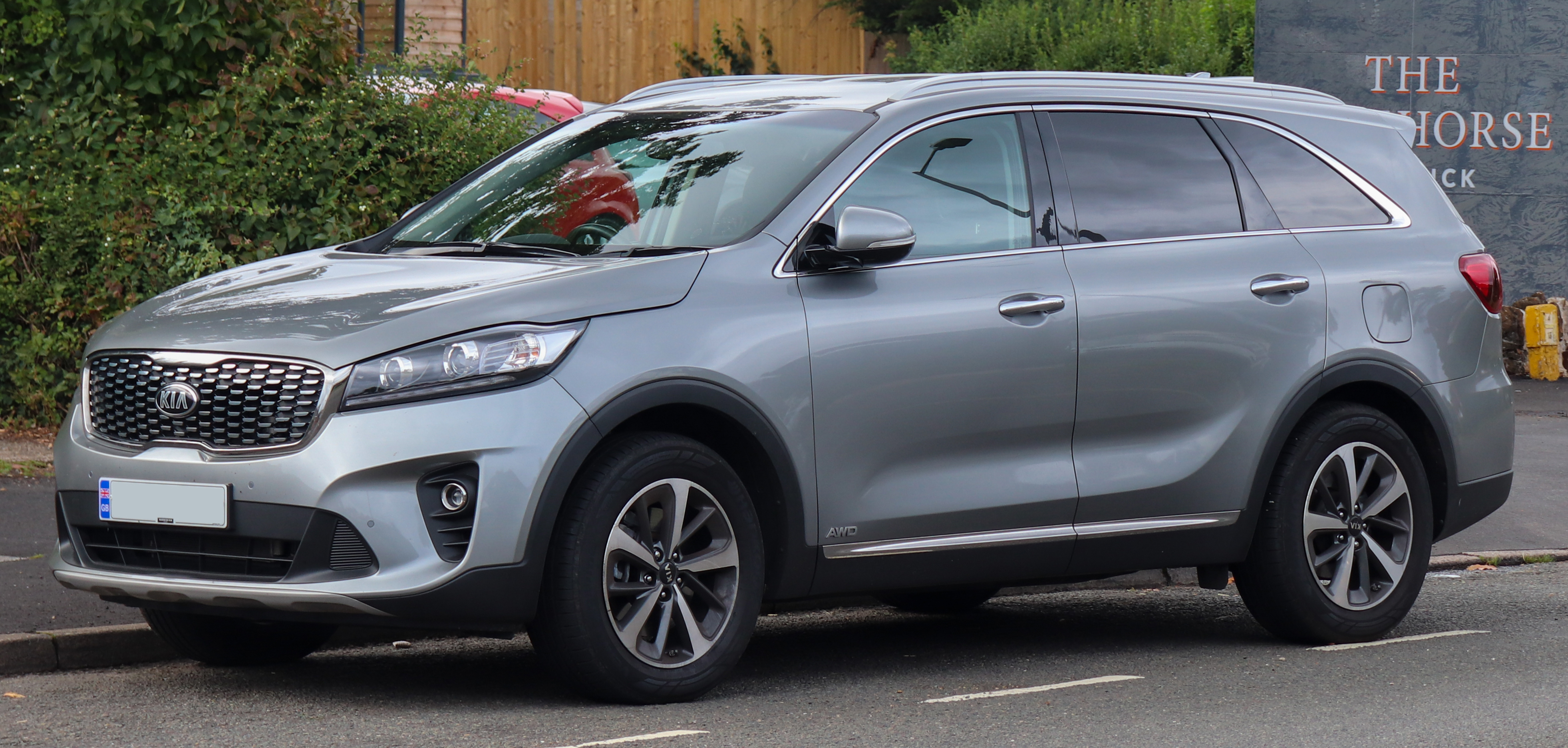
Kia Sorento III po liftingu

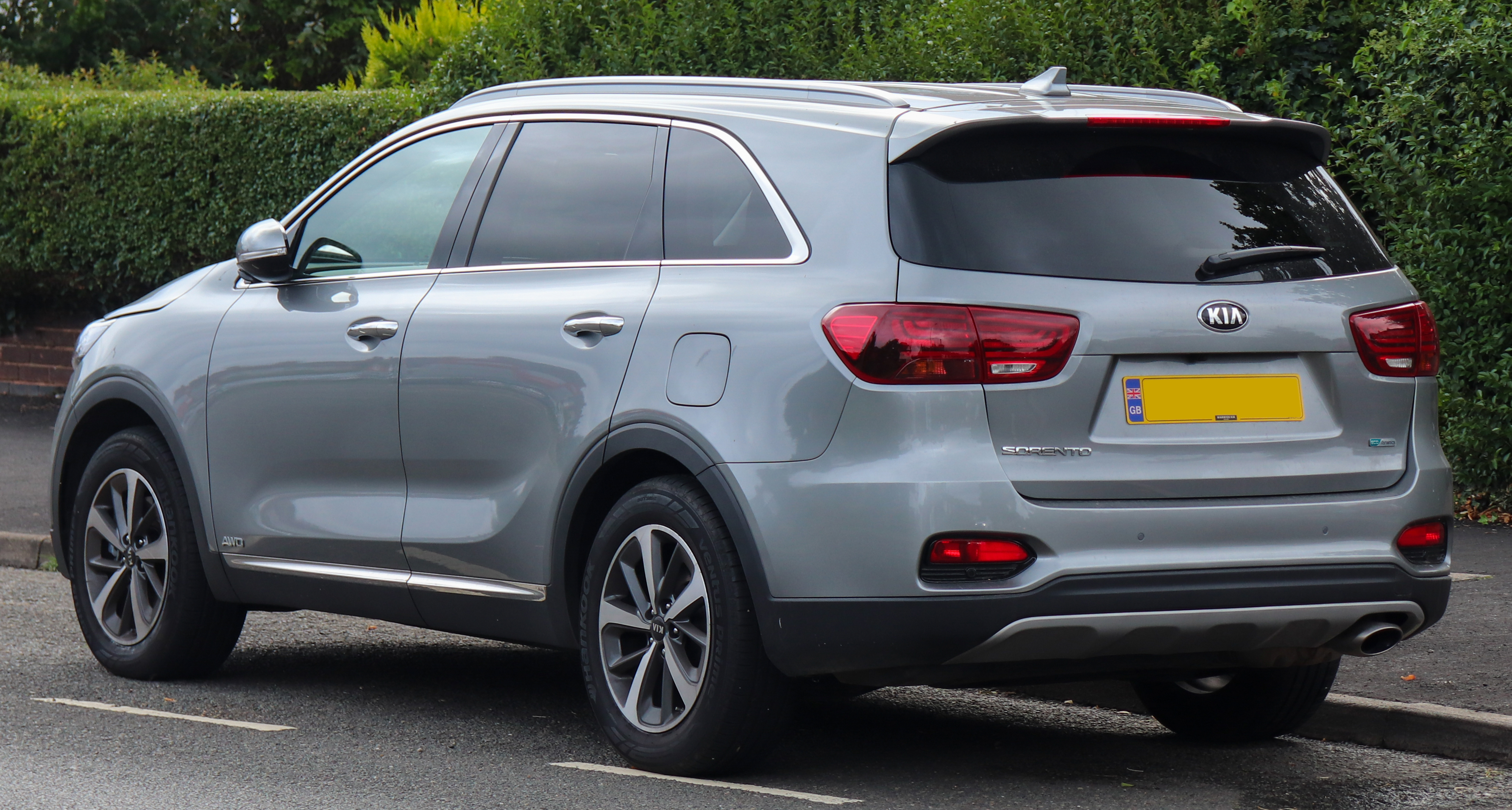
Kia Sorento III – tył po liftingu

Kia Sorento III została zaprezentowana po raz pierwszy w 2014 roku.
Trzecia generacja Kii Sorento przeszła gruntowną metamorfozę w stosunku do poprzednika, zyskując znacznie dłuższe i smuklejsze nadwozie, które przy masywniejszych proporjach stało się zarazem niższe. Nowe proporcje przełożyły się na przestronniejszą kabinę pasażerską dla podróżujących na wszystkich fotelach.
Pojazd został zaprojektowany w wyniku współpracy południowokoreańskich projektantów w niemieckim Frankfurcie nad Menem oraz kalifornijskim Irvine, adaptując język stylistyczny od przedstawionych w poprzedzających miesiącach innych modeli Kii. Sorento trzeciej generacji wyróżniała się masywną, krągłą sylwetką z dużą, chromowaną atrapę chłodnicy dominującą pas przedni, a także agresywnie ukształtowanymi reflektorami. Smukła sylwetka została wzbogacona przez liczne chromowane ozdobniki, a linia szyb ukończyła się na szerokim słupku D.
W kabinie pasażerskiej pojawił się nowy projekt deski rozdzielczej, która zyskała masywny i obły kształt kokpitu z szeroko rozstawionymi nawiewami i umieszczonym pomiędzy nimi dotykowym ekranem systemu multimedialnego.

### Lifting
We wrześniu 2017 roku Kia Sorento trzeciej generacji przeszła gruntowną restylizację nadwozia. Pas przedni zyskał przeprojektowane zderzaki, nowy układ atrapy chłodnicy, a także nowe reflektory wykonane w technologii LED. Tylna część nadwozia otrzymała jednobarwne wkłady lamp oraz przeprojektowany kształt zderzaka, z kolei w kabinie pasażerskiej pojawiło się nowe koło kierownicy i większy ekran systemu multimedialnego umożliwiający łączość z systemem Apple CarPlay.

### Wyposażenie
- EX
- M
- L
- GT Line
- Platinum
- Si

Standardowe wyposażenie podstawowej wersji pojazdu M obejmuje m.in. system ABS i ESP, elektryczne sterowanie szyb, elektryczne sterowanie lusterek, system nawigacji satelitarnej 8-calowym ekranem dotykowym, tunerem cyfrowym DAB oraz zestawem głośnomówiącym Bluetooth, kamerę cofania z dynamicznym torem jazdy, czujniki parkowania oraz światła do jazdy dziennej wykonane w technologii LED. Bogatsza wersja M dodatkowo wyposażona jest m.in. w skórzaną tapicerkę, reflektory przednie wykonane w technologii LED z systemem doświetlania zakrętów, system bezkluczykowy, elektryczny hamulec postojowy, system Lane Assist, system rozpoznawania znaków drogowych, system ostrzegania o zmęczeniu kierowcy. Najbogatsza wersja GT Line obejmuje także m.in. funkcję automatycznego otwierania pokrywy, system audio firmy Harman&Kardon, system monitorowania martwego pola oraz ruchu pojazdów z tyłu, wyświetlacz HUD.

### Silniki
- R4 2.0l T-GDI
- R4 2.4l MPi
- R4 2.4l GDi
- V6 3.3l MPi
- V6 3.3l GDi
- V6 3.5l MPi
- R4 2.0l CRDi 185 KM
- R4 2.2l CRDi 200 KM

## Czwarta generacja

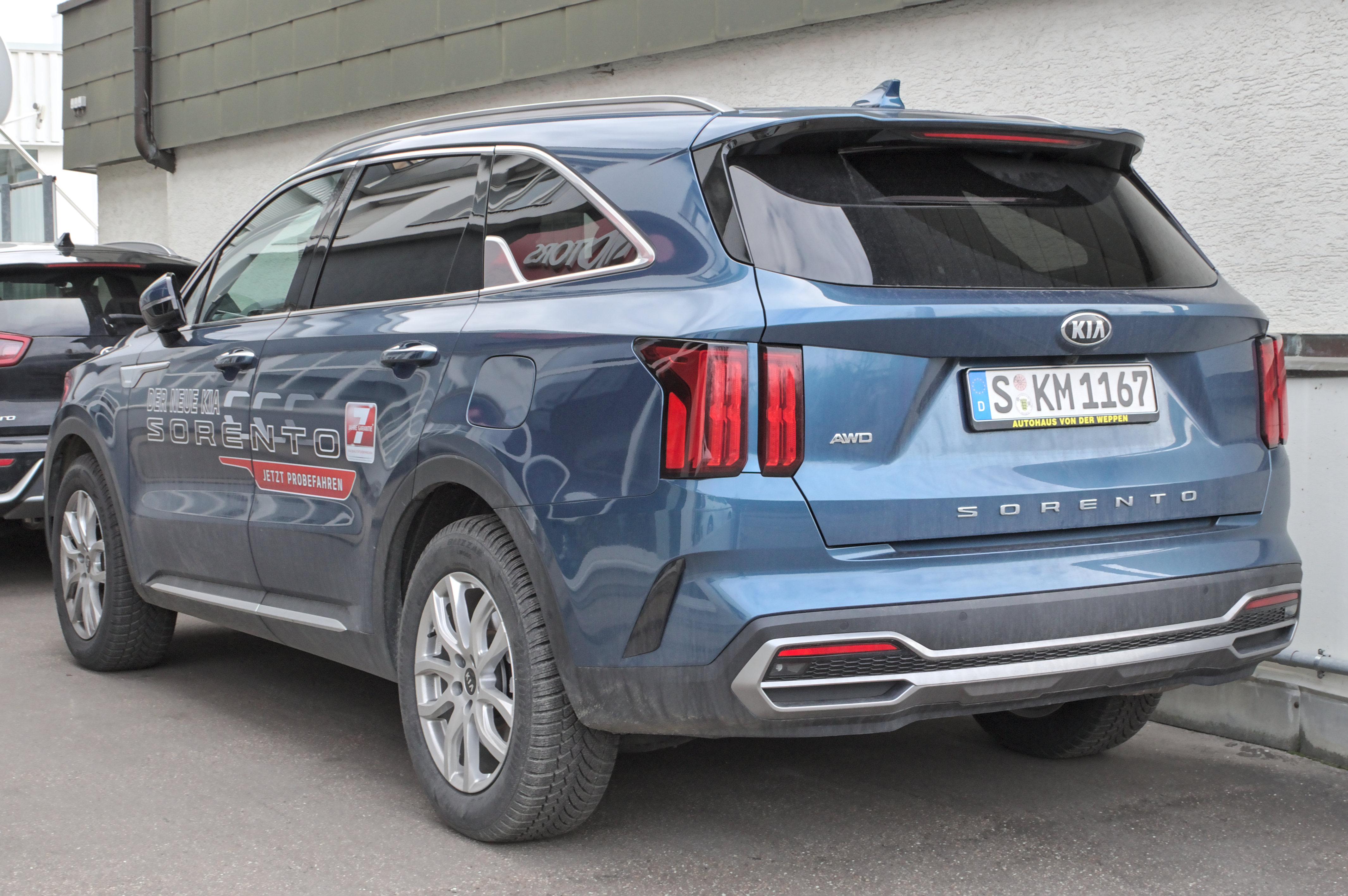
Kia Sorento IV – tył

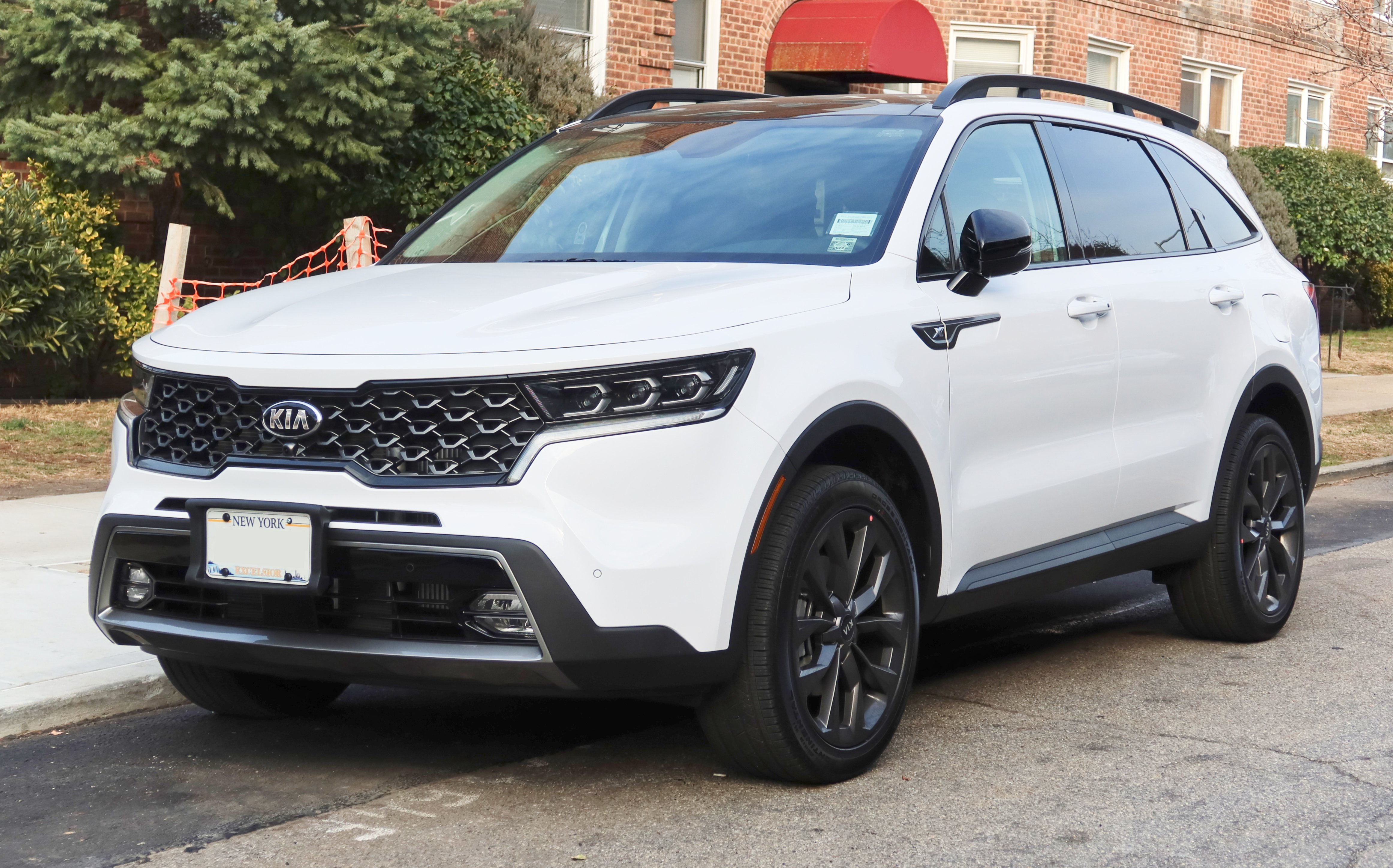
amerykańska Kia Sorento IV SX

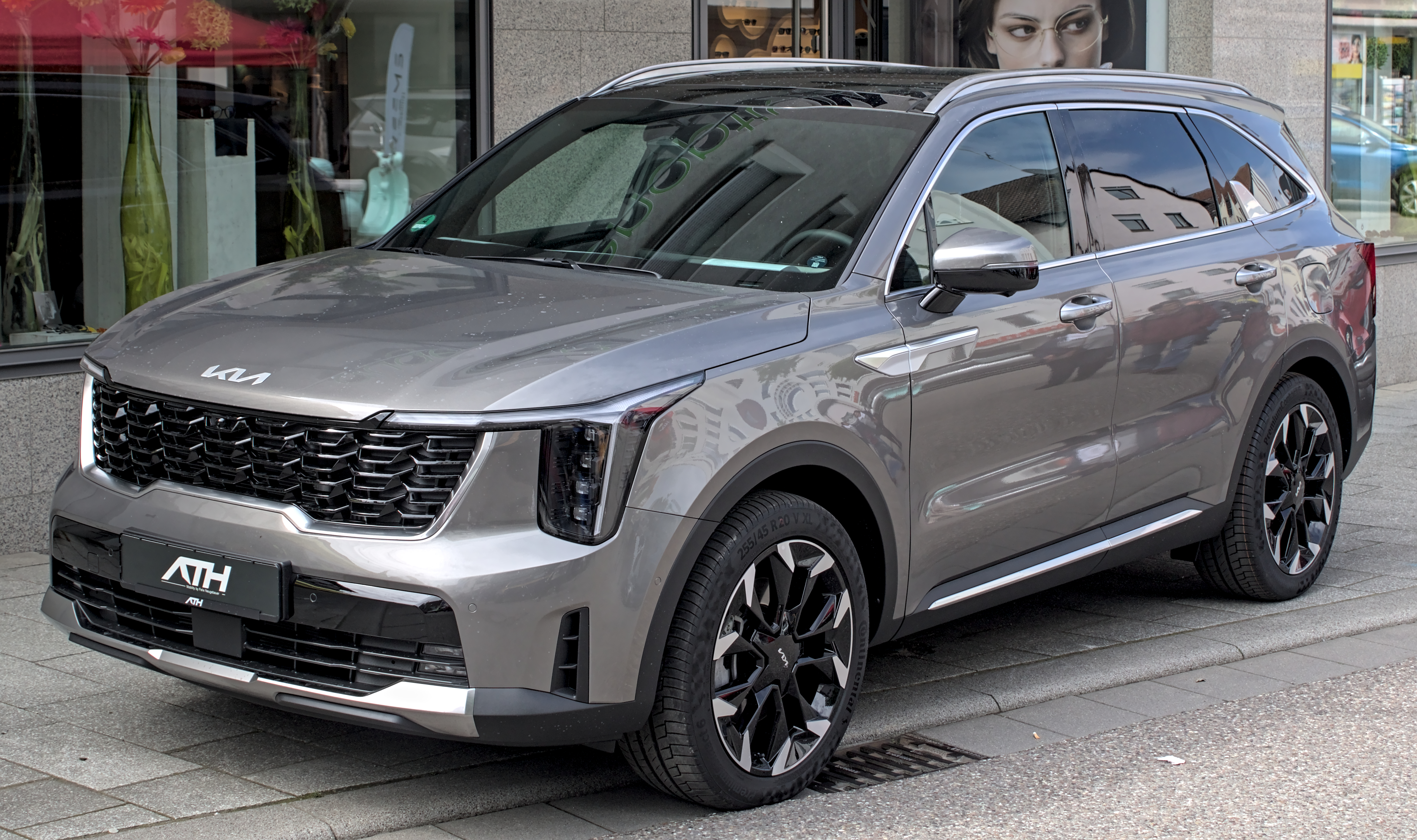
Kia Sorento IV po liftingu

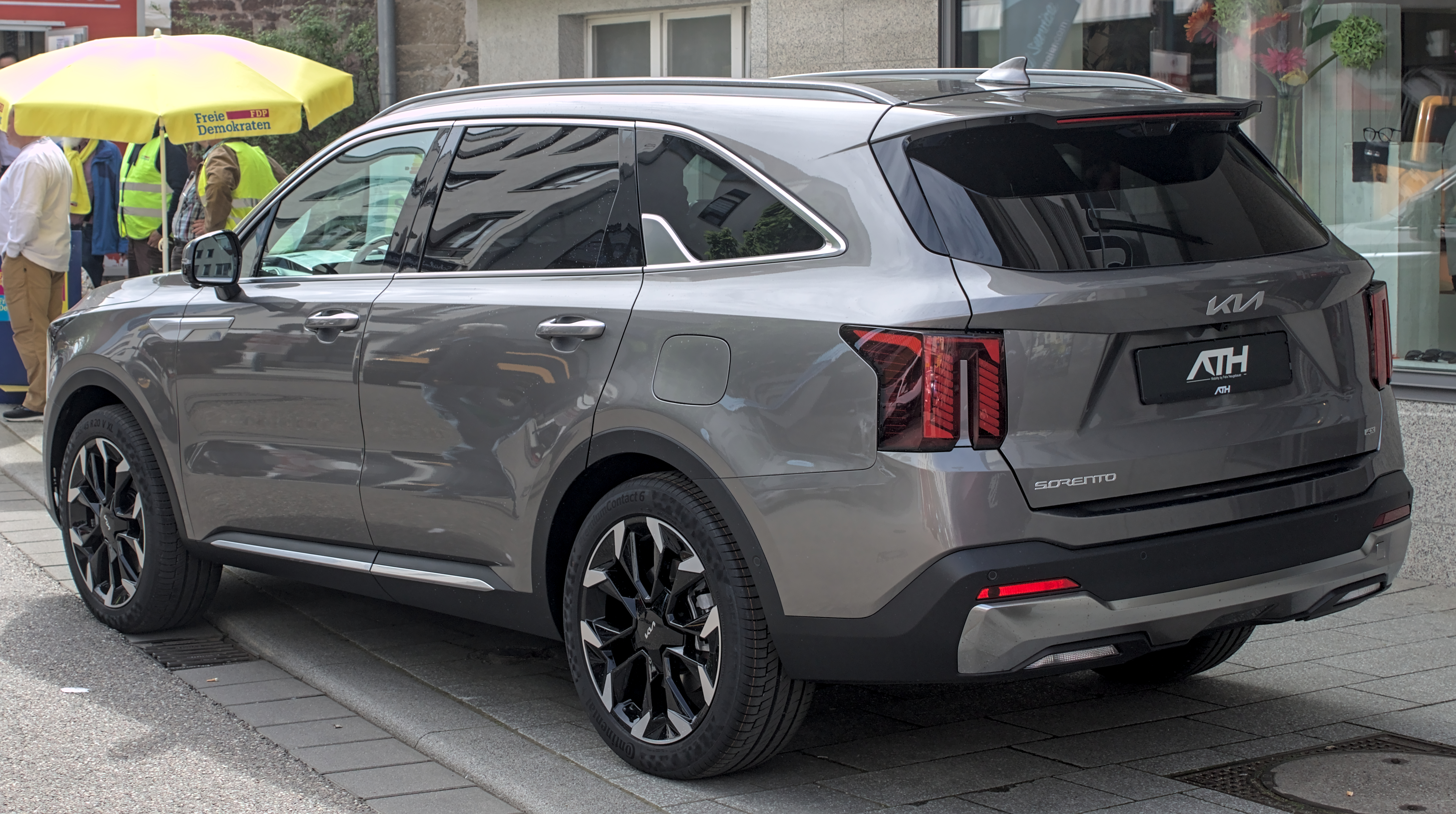
Kia Sorento IV - tył po liftingu

Kia Sorento IV została zaprezentowana po raz pierwszy w 2020 roku.
Pierwotnie zaplanowana na Geneva Motor Show 2020, z powodu odwołania marcowej wystawy samochodowej w wyniku Pandemii COVID-19 oficjalna prezentacja zupełnie nowej, czwartej generacji Kii Sorento odbyła się wcześniej podczas wydarzenia transmitowanego w internecie.
Samochód przeszedł obszerną metamorfozę w stosunku do poprzednika, zyskując bardziej kanciastą stylizację nadwozia obfitującą w ostre linie oraz rozwiązania stylistyczne zaczerpnięte od mniejszych modeli w ofercie Kii, jak m.in. srebrna lotka za tylnymi drzwiami. Charakterystycznym elementem pasa przedniego pojazdu stała się atrapa chłodnicy w kształcie tygrysiego nosa, która zakończona jest po bokach dużymi reflektorami oraz umieszczonymi pod nimi światłami do jazdy dziennej. Zarówno reflektory, jak i światła do jazdy dziennej wykonane zostały w technologii LED. Z tyłu pojazdu umieszczone zostały pionowe, podwójne lampy zachodzące na boki pojazdu.
Dzięki zastosowaniu nowej platformy skonstruowanej z myślą o różnego typu samochodach klasy średniej koncernu Hyundai Motor Company, Kia Sorento czwartej generacji stała się znacznie większa, zyskując zarówno przestronniejsze nadwozie, jak i zyskując przystosowanie do zelektryfikowanych układów napędowych.
Kabina pasażerska została zdominowana przez awangardowo stylizowaną deskę rozdzielczą, którą utworzyły m.in. podwójne kolorowe wyświetlacze. Pierwszy, 12,3-calowy pełni funkcję cyfrowych zegarów, z kolei drugi o przekątnej 10,25-cala udostępnia system multimedialny UVO nowej generacji. Charakterystycznym elementem stały się podwójne nawiewy, a także opcjonalne wielokolorowe oświetlenie kabiny pasażerskiej.
W zależności od wybranej wersji wyposażeniowej samochód wyposażyć można m.in. w komplet poduszek powietrznych, system ABS i ESC, elektryczne sterowanie szyb, elektryczne sterowanie lusterek, 12,3-calowy cyfrowy zestaw wskaźników, który optycznie łączy się z 10,25-calowym ekranem dotykowym systemu multimedialnego, który umieszczony został centralnie, a także system audio firmy Bose, wielofunkcyjną kierownicę oraz skórzaną tapicerkę.

### Sorento HEV i PHEV
Po raz pierwszy w historii modelu, Kia Sorento czwartej generacji trafiła do sprzedaży w wariantach hybrydowych. Do wyboru klienci uzyskami zarówno klasyczny spalinowo-elektryczny układ HEV, jak i hybrydę typu plug-in o przydomku PHEV. Hybrydowy układ napędowy składa się z czterocylindrowego, turbodoładowanego silnika benzynowego T-GDI o pojemności 1,6 l, silnika elektrycznego o mocy 44,2 kW oraz akumulatora litowo-jonowego o pojemności 1,48 kWh umieszczonego pod podłogą pojazdu. Maksymalna moc układu wynosi 230 KM oraz 350 Nm maksymalnego momentu obrotowego.

### Lifting
Pod koniec lipca 2023 roku samochód przeszedł gruntowną modernizację, upodabniając wygląd Sorento czwartej generacji do najnowszego języka stylistycznego "Opposites United" zapoczątkowanego na początku tego samego roku przez model EV9. Najważniejsze zmiany zaszły w wyglądzie pasa przedniego, który zyskał charakterystyczne, trójramienne reflektory w kształcie litery "T" i obszerniejszą osłonę chłodnicy, z której usunięto logo na rzecz ulokowania go przy krawędzi maski. Z tyłu zmodyfikowano zderzak z dyfuzorem i wkomponowanym oświetleniem, a także przemodelowano lampy, łącząc dwa segmenty niewielkim pasem przy górnej krawędzi. Zmiany w nadwoziu uzupełniają nowe lakiery: Interstellar Grey, Cityscape Green i Volcanic Sand Brow oraz nowe wzory aluminiowych obręczy kół. Poza wyglądem zewnętrznym, modernizacja Sorento IV objęła jeszcze projekt kabiny pasażerskiej. Deska rozdzielcza zyskała panel dwóch 12,3-calowych wyświetlaczy cyfrowych zegarów i systemu multimedialnego pod zespoloną taflą szkła, z czego ten drugi dostosowano do nowej generacji oprogramowania. Konsola centralna została uproszczona pod kątem wzornictwa, otrzymując prosty pasek niżej osadzonych podwójnych nawiewów oraz dotykowo-analogowy panel łączący obsługę klimatyzacji i systemu multimedialnego.

### Silniki
- R4 2.5l GDi
- R4 2.5l T-GDI
- V6 3.5l CVVT
- R4 2.2l CRDi
- R4 1.6l Hybrid
- R4 1.6l PHEV